# Friedrich Engels
‎
Friedrich Engels [frídrih éngəls], nem. [ˈfʁiːdʁɪç ˈʔɛŋl̩s], nemški politik, sociolog, ekonomist, filozof in vojaški zgodovinar, * 28. november 1820, Barmen, Prusija, † 5. avgust 1895, London, Velika Britanija.
Bil je tudi poslovnež, novinar in politični aktivist, čigar oče je bil lastnik velikih tekstilnih tovarn v Salfordu (danes Lancashire) in v Barmenu (danes Wuppertal).
Engels je skupaj s Karlom Marxom razvil ideologijo, ki je danes znana kot marksizem. Leta 1845 je objavil delo The Condition of the Working Class in England, ki je temeljilo na osebnih opazovanjih in raziskavah v angleških mestih. Leta 1848 je Engels skupaj z Marxom napisal Komunistični manifest ter je bil tudi avtor in soavtor (predvsem z Marxom) številnih drugih del, povezanih s komunizmom. Kasneje je Engels finančno podprl Marxa in mu omogočil pisanje dela Das Kapital. Po Marxovi smrti je Engels dokončal pisanje drugega in tretjega dela Das Kapital. Poleg tega je Engels ohranil Marxove zapiske o teorijah presežne vrednosti, ki so bili pozneje objavljeni kot "četrti del" Das Kapitala. Leta 1884 je na podlagi Marxovih etnografskih raziskav izdal Izvor družine, zasebne lastnine in države.

## Življenjepis

### Zgodnja leta
Friedrich Engels se je rodil 28. novembra 1820 v Barmenu v takratni Kraljevini Prusiji. Bil je sin očeta Friedricha Engelsa in mame Elise Marice, uspešnih renskih tekstilnih industrijalcev.
Po šolanju v lokalni šoli so ga pri štirinajstih vpisali na gimnazijo Elberfeld – eno najboljših v Prusiji –, kjer se je učil pri lokalnem duhovniku. Tam in zahvaljujoč njegovemu branju starodavnih nemških mitov in romantike je bil Engels pod vplivom nemškega romantičnega nacionalizma, kulturni patriotizem, ki si ga je pridobil v tem času, ga je spremljal vse življenje. Kljub dobrim ocenam in želji, da bi nadaljeval študij in se morda posvetil poeziji, je zapustil inštitut na zahteve svojega očeta, da bi lahko začel spoznavati in delati v družinskem podjetju.

### Vajeništvo v trgovstvu in zgodnja kariera v Bremnu
Potem, ko je poleti 1838 spremljal svojega očeta na poslovnem potovanju v Veliko Britanijo, se je preselil v Bremen, da bi bolje spoznal tekstilno industrijo. Čeprav je bilo to učenje o delovanju trgovskega kapitalizma koristno za njegovo prihodnjo kariero, je bilo to za mladega Engelsa zelo dolgočasno. Kmalu je pokazal svoje zanimanje do "Mladih Nemcev", gibanja, ki je zahtevalo radikalne politične reforme, temelječe na progresivnem patriotizmu, ki je nasprotovalo fevdalizmu in monarhijam, ki so takrat prevladovale v Nemčiji. Engels je bil takrat naklonjen protiverskemu in liberalnemu republikanizmu, ki ga je leta prej izražal Percy Shelsley.
Ko je prišel v Bremen, je postajal vse bolj nezadovoljen z religijo predestinacije in pogubami v svoji domovini ter je zavzemal za vse bolj kritično in racionalistično stališče. Do konca leta 1839 je bil pod vplivom kritike uveljavljene vere in krščanstva Davida Friedricha Straussa, med drugim je opustil vero in se vse bolj zanimal za Heglove teorije.
Začel je tudi pisati o psevdonimu — da bi se izognil nejevolji družine — v nekaterih časopisih. Med kritičnimi članki, napisanimi v izogib cenzuri, so bile posebej omembe vredne njegovega Pisma iz Wuppertala, v katerih je ostro kritiziral bedne življenjske razmere proletariata v regiji, ki so jo obiskali, da bi pridobili informacije, da bi jih nato zabeležili za pisanje svojih prihodnjih tem.

### Obdobje v Berlinu
Do začetka leta 1841 se je Engels naveličal svojega dela v Bremnu in se je zato vrnil domov. Nekaj mesecev kasneje, septembra istega leta, se je prav tako naveličal vzdušja v domačem mestu ter se odločil za služenje vojaškega roka v vojski v Berlinu. Čeprav se je preselil v prusko prestolnico, da bi služil v vojski, je veliko časa preživel na univerzi, kjer je kljub reakcionarnemu vzdušju podpiral Hegla, ki so ga nato napadli v imenu pruskega dvora. 
Bil je ponosen na svoje delo, vendar se je kmalu naveličal služenja v vojski in je zaradi svojega koristnega finančnega položaja svoje dneve preživljal na konferencah, v čitalnicah in gostilnah. V tem času se je pridružil drugim radikalnim mladim intelektualcem, ki so zavračali vero, moralo in meščanske konvencije.
Marca 1842 je Engels objavil svoje delo Schelling in razodetje, v katerem je ostro kritiziral Schellingove mistične poglede. Novembra 1842 se je prvič srečal z Karlom Marxom na sedežu časopisa Rheinische Zeitung, katerega urednik je bil Marx. Marx ni obravnaval poglobljenih člankov radikalnih intelektualcev, vključno z Engelsom, saj je menil, da bi lahko ogrozili časopis v lasti liberalnih trgovcev iz Kölna. Pred selitvijo iz Berlina v Manchester se je njegov oče odločil, da ga bo poskušal uvesti vodenje družinskega podjetja in opustiti njegov politični radikalizem po končanem enoletnem služenju vojaškega roka leta oktober 1842. Engels je kot del mladoheglovcev začel čutiti vpliv socialne analize kapitalizma Mosesa Hessa, katerega reformistična skupinska politika je vodila h komunizmu. Hessa je obiskal malo pred odhodom v Veliko Britanijo, kateri je poudaril njegovo nagnjenost k njegovim komunističnim teorijam.

### Industrija v Manchestru
Engels se je v Manchestru začel zanimati za lokalna socialistična gibanja. Spoprijateljil se je z Georgeom Julianom Harneyjem in Jamesom Leachom. Čeprav je še naprej delal v očetovi tovarni, je v prostem času opustil družbo buržoazije in začel pogosto zahajati v delavska okolja, začenši s sedežem Owenite. Po drugi strani pa je Thomas Carlyle, modri reakcionar, vendar edini intelektualec in britanski oboževalec Engelsa, bil pod vplivom njegove ostre kritike kapitalizma, ki ga je neugodno primerjal s srednjeveško preteklostjo, ki jo je idealiziral. V nekaterih svojih delih je Engels uporabil neposredne citate iz Carlylovih del proti kapitalizmu.
Leta 1845 je objavil širše in ostrejše delo o bedi kapitalizma, Položaj delavskega razreda v Angliji. Ta knjiga je bila napisana kot mešanica zgodovinske statistike. Mnoge marksistične ideje, kot so narava delitve na razrede, notranja nestabilnost industrijskega kapitalizma, ustvarjanje antagonističnega razreda s strani buržoazije in neizogibna socialistične revolucije, so bili navedeni že v tem Engelsovem delu. 
Ko je končal vajeništvo v Manchestru, se je poleti 1844 vrnil v očetovo hišo, vendar je pred tem obiskal Karla Marxa v Parizu, kjer ga je prisrčno sprejel, za razliko od njunega prejšnjega srečanja. Od takrat naprej se je Engels prepuščal v sodelovanje z njim.

### Obdobje v Manchestru in Bruslju ter Komunistični manifest
Engelsovo prijateljstvo z Marxom je trajalo štirideset let. Od takrat naprej je Engels postal Marxova opora, ki ga je podpiral s svojo družino v letih, ko se je posvetil pisanju Kapitala. Njuno prvo skupno delo je bila knjiga Kritika kritične kritike: proti Brunu Bauerju in družbi, znani pod naslovom Sveta družina, v kateri sta avtorja napadla ostanke idealističnih »mladoheglovcev« in se zoperstavila materializmu, ki so ga prevzeli.
Spomladi 1845, ko je Marx v Belgiji živel v slabih življenjskih razmerah, je bil Engels izgnan iz Pariza zaradi svoje politične dejavnosti, tik pred tem pa ga je aretirala pruska policija, in zaradi aretacije ni hotel poslabšati svojega odnosa s starši, zato se je srečal z Marxom v Bruslju. Skupaj sta se takoj preselila v Manchester, da bi se lotila pisanja novega dela, in se ob koncu poletja vrnila nazaj v Belgijo. Iz tega prvega sodelovanja je nastala knjiga Nemška ideologija, ki sta jo opustila neobjavljeno in je bila objavljena šele leta 1932, vendar je služila kot stopnja v njegovem razvoju od hegelijanstva do materializma skozi ostro kritiko Maxa Stirnerja, ki je bil sam kritik Feuerbacha. Čeprav so sprejeli Stirnerjevo kritiko Feuerbachovega idealizma, je Engels zavrnil njegove individualistične zaključke. Ta materialistična interpretacija zgodovine jih je vodila do domneve, da različne civilizacije niso bile nič drugega kot izraz proizvodnih metod trenutka; njena ideologija, njena politika ali njena oblika države so bile odvisne od ekonomske osnove, na kateri so se vzdrževale prek lastnine. Razvoj tega je neizogibno vodil k lastniškim odnosom in nadgradnje, ki izhajajo iz gospodarstva, ki temelji na prejšnjih produkcijskih silah, v katerih je lahko prišlo do revolucije. Vrzel med ekonomsko bazo in nadgradnjami, ki izhajajo iz nje, je, tako kot politični sistem, po mnenju avtorjev, da se prilagodijo novim gospodarskim razmeram, pogosto z bolečimi preobrazbami. Nasilno nasprotovanje zagovornikom starega reda skozi razredni boj je bilo poleg tega neizogibno. Za Engelsa in Marxa je bil naslednji spopad soočiti buržoazijo s proletariatom, razredom, ki je predstavljal novo industrijsko gospodarstvo in ki naj bi zagotovil prihod komunizma in s tem konec tega, kar so imeli za odtujenost človeka v kapitalizmu.
Junija 1847 je v Londonu potekal kongres Zveze pravičnih, na kateri je bilo sklenjeno, da se preimenuje v Zvezo komunistov, pri čemer so sprejeli klasistično geslo "Proletarci vseh držav, združite se". Na drugem londonskem kongresu 29. novembra 1847, ob navzočnosti Engelsa in Marxa, je prvi člen statuta določil, da je cilj Zveze komunistov "strmoglavljenje buržoazije, prevlada proletariata, likvidacija starega buržoazija" družbe, ki temelji na antagonizmih razredov in ustanovitvi nove družbe brez razredov in brez zasebne lastnine. Kongres je naročil Marxu in Engelsu, da pripravita manifest za novo stranko.
Engels je že novembra 1847 pripravil besedilo v katehetski obliki z naslovom Načela komunizma, a ne da bi bil z njim zadovoljen, saj je pisal Marxu: »Mislim, da bi naredili boljšo stvar, če bi opustili obliko katekizma in naslovili delo Komunistični manifest«. 21. februarja 1848 sta Marx in Engels izdala komunistični manifest. V manifestu sta predstavila ideje o odpravi zasebne lastnine in strmoglavljenju meščanskih vlad, ki so odstopile proleterskim vladam. S tem bi komunizem postal revolucionarno gibanje. Za Marxa, če bi se proleterski razred vseh držav zavedal svojih skupnih ciljev, bi se združili, da bi podrli kapitalistični sistem. Engels in Marx sta menila, da bi razvoj zgodovine sledil logiki hegelovske racionalnosti, kot neizogiben rezultat tekočega zgodovinskega procesa; če pa se socializma ne bi uspelo uveljaviti, bi se barbarizacija družbe lahko soočila s propadom obeh razredov v boju. Iz ruševin kapitalizma bi nastala družba, v kateri bi po prehodnem obdobju postala diktatura proletariata, v kateri bi država nadzorovala sredstva za proizvodnjo, njihovo lastništvo pa bi prešlo na družbo kot celoto, zato bi jo država nacionalizirala. Marx in Engels sta v komunističnem manifestu predstavila, da če država ne bi uspela nacionalizirati lastnine, bi morala zato uporabiti nasilje (s tem pa nista mislila na zapiranje ljudi in množične usmrtitve, kot se je to pozneje izvajalo v leninizmu, stalinizmu in maoizmu). Ker sta bila Marx in Engels ateista, sta v manifestu zapisala, da religija v komunistični družbi ne bo zelo dobrodošla. Engels je kasneje zapisal, kako je Manifest postal najbolj razširjeno in mednarodno delo vse socialistične literature, pa tudi program milijonov delavcev iz vseh držav od Sibirije do Kalifornije.

### Obdobje v Manchesterju
Ob izbruhu francoske revolucije leta 1848 sta jo Engels in Marx poskušala razširiti v Belgijo, a je kralj Leopold preprečil njune načrte za širitev, tako da je v začetku marca nemudoma izgnal Marxa, čemur je kmalu zatem sledil še Engels. Skeptičen do možnost uspeha oboroženih tolp nemških emigrantov v Franciji proti Prusiji so zagovarjali vzpostavitev meščanskega režima, da bi tako odpravili oblast veleposestnikov. S strategijo propagande in organizacije sil v nasprotju z veleposestniki - meščani, delavci in kmetje – so ustanovili organizacijo, Društvo nemških delavcev, v kateri je sodelovalo okrog tristo komunističnih aktivistov v Nemčiji. Ustanovili so tudi nov časopis, Novi Renski list (Neue Rheinische Zeitung), ki pa kljub zmernosti in zagovarjanju buržoaznih ciljev ni privabil pričakovanih vlagateljev. Engels ni dobil podpore lastne družine ali meščanstva, kljub temu, da je šel osebno prosit za naložbe.
Protirevolucija v Franciji, ki je zmagala poleti 1848 in jo je Engels opisal v časopisu, kljub svoji oddaljenosti od dogodkov, je pospešila reakcijo tudi v Nemčiji, kjer so oblasti začele nadlegovati publikacijo. Po velikem številu delavcev Septembrskih demonstracij so oblasti razglasile vojno stanje in policija je objavila nalogo za prijetje Engelsa, ki je takrat pobegnil v Belgijo, kjer so ga oblasti oktobra takoj deportirale v Pariz. Sredi resnega položaja revolucionarjev po vsej Evropi, se je Engels kljub temu odpravil na pot v Švico, pri čemer je užival v užitkih različnih francoskih regij, ki jih je prečkal na poti, brez skrbi za revolucijo. V Švico je prispel v začetku novembra in zatem takoj odšel v Bern, kjer se je pridružil lokalnemu delavskemu združenju in spremljal dogajanje. Ni se upal vrniti v Köln, ker ga je tam čakala obtožba o veleizdaji. Takrat se je začel zanimati za madžarsko revolucijo, ki jo je zagovarjal kljub njenemu nacionalističnemu in protislovanskemu vidiku. V tem času je večkrat izrazil prezir do narodov, za katere je menil, da ovirajo revolucionarni proces in je glede schleswiške krize vzpostavil stik z reakcionarnimi silami in določenim nemškim nacionalizmom. Januarja 1849 se je nazadnje vrnil v Köln. 
V poznih petdesetih letih 19. stoletja sta Engels in Marx opustila svojo prejšnjo držo v prid širjenju kolonializma kot metode spodbujanja kapitalističnega razvoja v zaostalih skupnostih – instrumentu nasilne modernizacije – in ga začela opisovati kot način, po katerem je evropska buržoazija krepila svojo moč z izkoriščanjem surovin in kolonialnih trgov. Med letoma 1851 in 1852 je Engels v Nemčiji na Marxovo naročilo objavil serijo člankov Revolucija in protirevolucija za New York Daily Tribune, ki jih je Eleonora Marx, Marxova hči, v javnost objavila šele leta 1896.
Med svojim dolgim bivanjem v Manchestru je Engels napačno napovedal skorajšnji izbruh revolucije v regiji ob različnih priložnostih, ki so sovpadale z različnimi obdobji krize, zlasti z ameriško državljansko vojno, ki je regijo prikrajšala za velik del zaloge bombaža, kar je nato privedlo do brezposelnosti in nemoči okoli dvesto tisoč delavcev. Kljub težki krizi je angleški proletariat pokazal svojo nepripravljenost za sprožitev revolucije, kar je razočaralo Engelsa. Leta njegovega življenja v Manchesteru so predstavljala hudo preizkušnjo za Engelsa, ki je bil prisiljen živeti dvojno življenje, življenje velikega industrialca in uglednega meščana ter življenje socialista in ljubitelja nočnega življenja nižjih. Objava Kapitala leta 1867 je Engelsu prinesla veliko olajšanja in začel je razmišljati o tem, da bi zapustil družinsko podjetje. Delo Kapital je vsebovalo materialistično teorijo zgodovine, kritiko civilizacijskega kapitalizma zaradi njegovega izkoriščanja in odtujenosti človeštva, napovedi njegovega propada zaradi njegovih notranjih protislovij ter prihoda komunizma in konca zgodovinske evolucije ter predvsem teorije presežne vrednosti, ki jo je Engels poleg zgodovinskega materializma štel za temeljno odkritje marksizma. Da bi zagotovil širjenje dela, se je Engels posvetil pisanju recenzij knjige za različne evropske in ameriške časopise, z različnih zornih kotov in je celo razmišljal o tem, da bi obsodil delo, da bi s tem pritegnil pozornost javnosti.

### Obdobje v Londonu
Poleti 1870 se je Engels odločil, da se bo preselil v London, s čimer je njegovo sodelovanje z Marxom postalo še bolj intenzivno. Odločil se je tudi, da nadaljuje z aktivizmom, ki je bil prejšnji dve desetletji ustavljen. Takoj izvoljen za sekretarja Prve internacionale za različne evropske države, je bil zadolžen za koordinacijo podružnic, zahvaljujoč tako svojim odličnim jezikovnim sposobnostim - sogovornikom je lahko razumel in odgovarjal v številnih jezikih, od katalonščine do romunščine ali ruščine - njegova sposobnost organiziranja pa je poskušala zagotoviti, da je bila usmerjena v skladu z Marxovimi pogledi. Njegova rezidenca na Regent's Park Road je kmalu postala romarsko središče za socialiste, komuniste in anarhiste pa tudi emigrante ali oportuniste iz vse Evrope. 
Engels je bil eden največjih nasprotnikov Mihaila Bakunina, ki je želel združiti svoje Mednarodno zavezništvo socialistične demokracije — s pomembno podporo v Švici, Španiji in Italiji — v večjo Internacionalo. Zavračal je libertarne teorije Rusije in vztrajal pri o ohranitvi Internacionale kot organizacije, ki je sprejemala politične odločitve in se ni omejevala na usklajevanje različnih nacionalnih skupin, kot je želel Bakunin. Engels je Bakuninovo stališče označil s pomanjkanjem organiziranosti – po njegovem mnenju zaradi neuspeha Pariške komune – potrebne za soočenje z razrednimi sovražniki. Engels je sodeloval pri izgonu Bakunina in njegovih privržencev na kongresu Internacionale v Haagu leta 1872, vendar ni mogel preprečiti, da bi organizacija prejela visok vpliv Bakuninovih privržencev; da bi se temu izognil, sta se z Marxom odločila, da bosta preselila njun sedež v Združene države Amerike, kar pa ni pripeljalo do uspeha, saj je bila v Ameriki štiri leta pozneje organizacija razpuščena. Drugi pomemben tekmec, s katerim se je soočil Engels, je bil nemški socialist Ferdinand Lassalle. Z Marxovega vidika je bil Lassalle reformist, mešanica heglovskega etatističnega idealizma in čartističnega političnega reformizma, ki ga je bolj zanimalo spreminjanje kapitalističnega sistema. Engels, ki je bil nagnjen k osebnemu napadu, je ostro kritiziral Lassalla, zlasti ko so postala znana njegova tajna pogajanja z Bismarckom o sklenitvi zavezništva med socialisti in pruskimi aristokrati.
Največji uspeh Engelsovega in Marxova stališča je bila ustanovitev velike nemške socialdemokratske delavske stranke, ki sta jo leta 1869 ustanovila August Bebel in Wilhelm Liebknecht in ki je sprejela socializem, ki je bil podoben socializmu obeh izgnancev.
Po Marxovi smrti leta 1883 je Engels uredil in izdal drugi ter tretji del Kapitala ter zabeležil Marxove zapisk o teoriji presežne vrednosti, ki jih je kasneje izdal kot četrti del. Poleg ekonomskih in filozofskih študij se je Engels intenzivno ukvarjal z razvojem naravoslovja in matematike ter nadaljeval z Marxovim teoretskim razvojem, tako da je postavil temelje kasnejšemu dialektičnemu materializmu. Engels je v teh letih napisal in izdal nekaj svojih najbolj znanih del, kot so Prispevek k stanovanjskemu problemu, Vloga dela pri preobrazbi opice v človeka, Revolucija znanosti E. Dühringa, Od utopičnega socializma do znanstvenega socializma, Izvor družine, zasebne lastnine in države ter Ludwig Feuerbach in konec klasične nemške filozofije. Engels se je v tistih letih pojavljal kot še en član družine v Marxovi hiši, katere hčerke so ga klicale »general«... ali tudi bolje rečeno »generalni sekretar«. 
Engels je nasprotoval levičarskemu radikalizmu, vendar se tudi ni sprijaznil z reformističnim razvojem revolucionarnega gibanja. Ponovno je izdal Kritiko programa Gotha ali Državljanske vojne v Franciji in končno objavil Kritiko (nemškega) socialdemokratskega programa leta 1891. Engels v svojih delih ni le uporabil zgodovinskega materializma, ampak je razvil in uporabil tudi dialektični materializem, ki naj bi postal uradna filozofija komunističnega gibanja po ruski revoluciji leta 1917. Pomembne elemente njegovih poznejših filozofskih spoznanj so tudi v delu Dialektiki narave, čeprav so številne njegove analize ali primeri že izgubili veljavo, ko so bili objavljeni leta 1925 v okviru eksplozivne rasti naravoslovne in epistemološke razprave. Engels se je zanimal tudi za rusko revolucionarno gibanje in je napisal vrsto člankov, posvečenih družbenim odnosom v tej državi. Engels je sicer že konec leta 1885 zapisal, da se Rusi bližajo svoji demokratični revoluciji: "Revoluciji je usojeno, da izbruhne v določenem času; vzklije pa vsak dan. V teh razmerah je država kot nabita mina, ki ji je treba le prinesti vžig." 

### Smrt
V zadnjih letih svojega življenja je Engels trpel zaradi slabega vida. Leta 1894 je zbolel za rakom na grlu. Do spomladi 1895 se je njegovo zdravje močno poslabšalo. V začetku junija je odšel v Eastbourne ob Doverski ožini v upanju, da mu bo morski veter pomagal. Čeprav je bil zadovoljen z oskrbo v letovišču, pa so zaradi napredovanja raka bolečine postajale iz dneva v dan hujše. Obležal je v postelji v Londonu in izgubil apetit. Kljub operaciji se njegovo zdravje ni izboljšalo, težko je govoril, v začetku avgusta 1895 je opešal in umrl.

Engelsovo truplo so kremirali, njegov pepel pa so raztresli v morje ob obali Eastbourne v južni Angliji. Manj kot en mesec po njegovi smrti je voditelj ruskih boljševikov in komunističnega gibanja Vladimir Lenin dejal:
Z njegovo smrtjo so ruski revolucionarji izgubili najboljšega prijatelja. Vedno bomo častili spomin na Friedricha Engelsa, velikega borca in učitelja proletariata.

## Pomembnejša dela
- Sveta družina (skupaj z Marxom) (Die heilige Familie), 1844
- Položaj delavskega razreda v Angliji (Die Lage der arbeitenden Klasse in England), 1844
- Gospoda Evgena Dühringa prevrat v znanosti : ("Anti-Dühring") (Herrn Eugen Dührings Umwälzung der Wissenschaft), 1878
- Izvor družine, privatne lastnine in države (Der Ursprung der Familie, des Privateigenthums und des Staats), 1884
- Komunistični manifest (skupaj z Marxom) (Manifest der kommunistischen Partei), 1848
- Nemška kmečka vojna (Der deutscher Bauernkrieg), 1850